# ریچارد اف. هک
ریچارد فرد هِک (به انگلیسی: Richard Fred Heck) (متولد ۱۵ اوت ۱۹۳۱ - درگذشته ۱۰ اکتبر ۲۰۱۵) شیمیدان آمریکایی بود که شهرتش را مدیون فعالیت برای ساخت مولکول‌های پیچیده از فلز پالادیم کاتالیزور شده از طریق پیوند با سنتزهای آلی بود که مشهور به واکنش هک می‌باشد. هِک و آکیرا سوزوکی به همراه ای ایچی نگیشی برندهٔ جایزه نوبل شیمی سال ۲۰۱۰ شدند.

## زندگی‌نامه
وی در دانشگاه کالیفرنیا، لس‌آنجلس (UCLA) در رشته شیمی تحصیل کرد. بعد از آن در انستیتو تکنولوژی فدرال زوریخ کار کرد. بعد از آن مجدداً به کار در دانشگاه یوسی‌ال‌ای پرداخت. آخرین سمت او قبل بازنشستگی استادی در دانشگاه دلاویر بود.